# M59
M59 eller Kunstnersammenslutningen M59 er en dansk kunstnergruppe. Gruppen blev grundlagt i 1959 og åbnede for første gang i Den frie Udstillings bygning i august 1959 med Jørgen Brynjolf, Markan Christensen, Mogens Dithmer, Aage Holm, Karl Gustav Jørgensen, Henning Møller, Jørgen Møller og Hans Sørensen samt en enkelt gæst, den svenske maler Olle Bonnier. De var alle unge malere i 20'erne, der arbejdede i et abstrakt formsprog inspireret af naturoplevelser.

## Kunstnerisk ståsted
Gruppen tog afstand fra konkret-realismen og fra den abstrakt-geometriske fløj for at dyrke en mere spontan form for abstraktion. Som forbillede havde de nogle af hovedfigurerne omkring den lyriske abstraktion i Frankrig - Bazaine Esteve, Soulages, m.fl. - og herhjemme kunstnere som Mogens Andersen og Preben Hornung. Sidstnævnte skrev i gruppens første udstillingskatalog et lille forord under titlen "Naturalisme eller Abstraktion. NEJ. Kunst det er natur", mens Inger Christensen skrev om Kunstnerne - og naturen. Derudover var der et uddrag af en artikel af Pierre Soulages samt en tekst af Albert Einstein. Abstraktionen er fortsat den dominerende retning, dog meget mere differentieret end i de tidlige år, med en konstruktiv tendens hos enkelte kunstnere. Ib Sinding-Jensen skrev i tidsskriftet Hvedekorn året efter, at "(d)et var bemærkelsesværdigt, at M59 havde en defineret kunstlinie: man møder udelukkende abstrakte udtryksformer, der i mere eller mindre grad har rod i virkeligheden".

## Gruppens dannelse
Årsagen til dannelsen af den nye gruppe skal igen findes i de dårlige udstillingsforhold, ligesom det også var en protest mod Charlottenborg Efterårsudstillingen, der ville udelukke de kunstnere, der ikke havde gået på Akademiet. At gruppen havde en defineret kunstlinje var bemærkelsesværdigt. Som Ib Sinding-Jensen noterede det i Hvedekorn året efter er "alle andre sammenslutninger herhjemme konglomerater af stilarter. På M59 møder vi udelukkende abstrakte udtryksformer, som i mere eller mindre udpræget grad har rod i virkeligheden." Den første udstilling viste sig at være en succes med et pænt besøgstal og et betydeligt salg. Derudover meldte 200 sig som passive medlemmer, og kontingentet herfra var nok til at finansiere en årlig udstilling. I de følgende år forblev den lille gruppe kunstnere samlet.

## Gæstekunstnere
Til hver udstilling blev en udenlandsk gæst inviteret: svenskeren Olle Bonnier i 1959, amerikaneren John O'Neil i 1960, italieneren Emilio Vedova i 1961, franskmanden Pierre César Lagage i 1962. De otte unge kunstnere var også ganske initiativrige og arrangerede at udstillingen blev vist andre steder end på Den Frie: i Kalundborg, Hjørring, Viborg og Silkeborg samt i udlandet, på universitetsmuseerne i Oklahoma og i Texas. I 1963 blev der som gæster inviteret komponisten Jørgen Plaetner, der spillede elektronisk musik, samt keramikeren Conny Walther og billedhuggeren Ole Find, der begge blev optaget som medlemmer året efter, sammen med maleren Bent Stubbe Teglbjærg.

## Udvikling fra 1967
I 1967 kom Holger Jacobsen, Herold G. Kristensen og Anne-Lise Rathsach til, i 1970 maleren Ole Skou Olsen og i 1988 Inger Hanmann. Til gruppens 10 års jubilæum var de 14 medlemmer, med Jes Corell, Hans Jørgen Nicolaisen og Helle Kåstrup-Olsen som nye navne. Fra 1970 blev de repræsenterede teknikker: maleri, skulptur, grafik, vævning og emaljearbejde udvidet med fotografiet. De fem fotografer som året før havde portrætteret medlemmerne til jubilæumskataloget, var blevet inviteret som gæster: Leo Brix, Ole Buntzen, Chr. O. Hansen, Viggo Rivad og Asger Sessingø. Traditionen tro blev udstillingen vist andre steder: i Århus Kunstbygning og i Tyskland (Passau). I 1973 dukker flere kunstnere op fra den opløste Maj Udstilling: Knud Mühlhausen, Gudrun Steenberg, Mogens Balle, Grete Balle, Mogens Jørgensen og Otto H. Svensson. Efter 1975 kom Margrethe Agger og Mogens Lohmann til og i 1977 kom Viggo Bentzon (maler) til.
Ved gruppens 20 års jubilæum i 1979 var antallet af medlemmer på 22. Enkelte af dem har senere tilsluttet sig andre sammenslutninger som f.eks. Peter Bonnén, men generelt har der ikke været det store "gennemtræk". Derimod er mange kunstnere blevet inviteret som gæster. I katalogets forord understregedes betydningen af det kammeratlige samvær: "Gruppen er blevet vores akademi, hvor vi forsøger at lære hinanden noget, inspirere hinanden i en form for kollektiv for enhver pris at undgå bitterhed mod de etablerede institutioner og den håbløse kunstformidling." I løbet af 1980'erne tilsluttedes Arne Heuser, Lise Honoré, Lone Frydendal og Poul Bækhøj. I l990'erne Gay Christensen, Morten Tøgern, Morten Pøhlsgaard, Jette Brønnum, Jolanta Rudzka-Habisiak, Gitte Hauptmann og Niels H. Wamberg. M59 består i dag (2018) af Margrethe Agger, Grete Balle, Ole Bjørn, Hans Helge Nielsen, Lise Honoré, Anette Jersild, Håkan Nyström og Mogens Pøhlsgaard .